# علي فوربس
علي فوربس (بالإنجليزية: Ali Forbes)‏ (7 مارس 1961 - ) هو ملاكم بريطاني، صنّف ضمن فئة الوزن المتوسط السوبر ‏ والوزن الثقيل الخفيف ‏.

## إحصائيات
خاض خلال مسيرته 25 نزالا، فاز في 14 وتعادل في 1 وخسر في 10. فاز بالضربة القاضية في 7 نزالات.

## روابط خارجية
- علي فوربس على موقع بوكس ريك (الإنجليزية) (registration required)